# Themira przewalskii
Themira przewalskii är en tvåvingeart som beskrevs av Ozerov 1986. Themira przewalskii ingår i släktet Themira och familjen svängflugor. Inga underarter finns listade i Catalogue of Life.